# Алешандре Томбини
Алешандре Антонио Томбини (на португалски: Alexandre Antonio Tombini) е бразилски икономист и гуверньор на Централната банка на Бразилия в периода 1 януари 2011 г. – 13 юни 2016 г.
Алешандре Томбини е роден на 9 декември 1963 г. в Порто Алегре.

## Професионална кариера
През 1984 г. Томбини завършва икономика в Университета на Бразилия. През 1991 г. придобива докторска степен по икономика в Илинойсския университет в Ърбана-Шампейн, САЩ.
Започва да гради кариера във федералния публичен сектор, като между 1991 г. и 1995 г. работи в Министерството на финансите, икономиката и планирането, където е координатор по международни анализи (септември 1991 – декември 1992) към Секретариата по международни отношения на министерството. На тази длъжност Томбини отговаря за прилагането на Глобалния икономически модел, развит от Лондонската бизнес школа, и участва в редакторската колегия на Международния икономически бюлетин, издаван от министерството.
През декември 1992 г. става главен координатор по международни отношения на Секретариата по планирането и до януари 1995 г. оглавява техническия екип, представляващ Бразилия в преговорите за общата митническа тарифа на страните от МЕРКОСУР. Междувременно, в периода март 1993 – декември 1994 г. Томбини чете лекции по различни икономически дисциплини в Университета на Бразилия, където е гостуващ професор.
През февруари 1995 г. Алешандре постъпва на работа в Президентството на Републиката като старши съветник към Камарата по външна търговия към Президентската канцелария. На тази позиция Алешандре Томбини участва в изработването на стратегии, отнасящи се до политиката по международната търговия и международните търговски преговори.
Работата си в Централната банка започва през май 1998 г., когато е назначен за старши съветник към борда на директорите. До март 1999 г. Томбини е специален посредник между службата на заместник-директора по специален надзор и съответстващите дейности в Световната банка и Банката за международни разплащания.
През март 1999 г. Томбини оглавява Департамента за проучвания на Централната банка. На тази позиция той отговаря цялостната организация и функциониране на департамента, както и за изготвянето на проучвания и планове, засягащи три основни икономически сфери – инфлационни цели, банковия сектор, микроикономическата и финансовата регулация, с ударение върху пазарните рискове. По това време той участва в изготвянето на икономически анализи, симулации и инфлационни прогнози.
През юли 2001 г. Алешандре Томбини е назначен за старши съветник към изпълнителния директор и за член на борда на директорите на Бразилското представителство към Международния валутен фонд. На тази позиция той участва във формулирането, анализа и представянето на бразилската позиция по различните политики на фонда като прилаганите от него модели за финансиране, различните билатерални и многостранния мониторингови механизми, координационните програми и др. Участва активно и в договарянето на различните бразилски програми съвместно с МВФ от 2001, 2002, 2003 и 2004 г.
През юни 2005 г. Томбини е назначен за заместник-гуверньор по икономическите проучвания на Централната банка, а през април 2006 г. получава поста Заместник-гуверньор по международните отношения на банката. През същата години Алешандре Томбини става заместник-гуверньор за регулацията и организацията на финансовата система, на който постава остава до края на 2010 г.
На 24 декември Алешандре Томбини е избран от президента Русев за гуверньор на Централната банка на Бразилия, който от 2011 г. да замени на поста Енрике Мерейлес, продължавайки финансовата политика от времето на Лула да Силва. Във встъпителната си реч Алешандре Томбини заявява, че ще управлява Централната банка в условията на пълна оперативна автономия, и очертава като своя основна цел контрола върху инфлацията, която не трябва да надвишава 4,5 процента на годишна база. Началото на мандата му като гуверньор на Централната банка започва с рязко намаляване на основния лихвен процент от 12,5% на 7,5%, но въпреки това мандатът му съвпада с икономическата криза в страната.

## Основни източници
- Alexandre Antonio Tombini //  www.bcb.gov.br.   Central Bank of Brazil.  Архивиран от оригинала на 2016-05-07. Посетен на 2016-06-19.